# Murdannia lanuginosa
Murdannia lanuginosa är en himmelsblomsväxtart som först beskrevs av Nathaniel Wallich och Charles Baron Clarke, och fick sitt nu gällande namn av Gerhard Brückner. Murdannia lanuginosa ingår i släktet Murdannia och familjen himmelsblomsväxter. Inga underarter finns listade.

## Bildgalleri

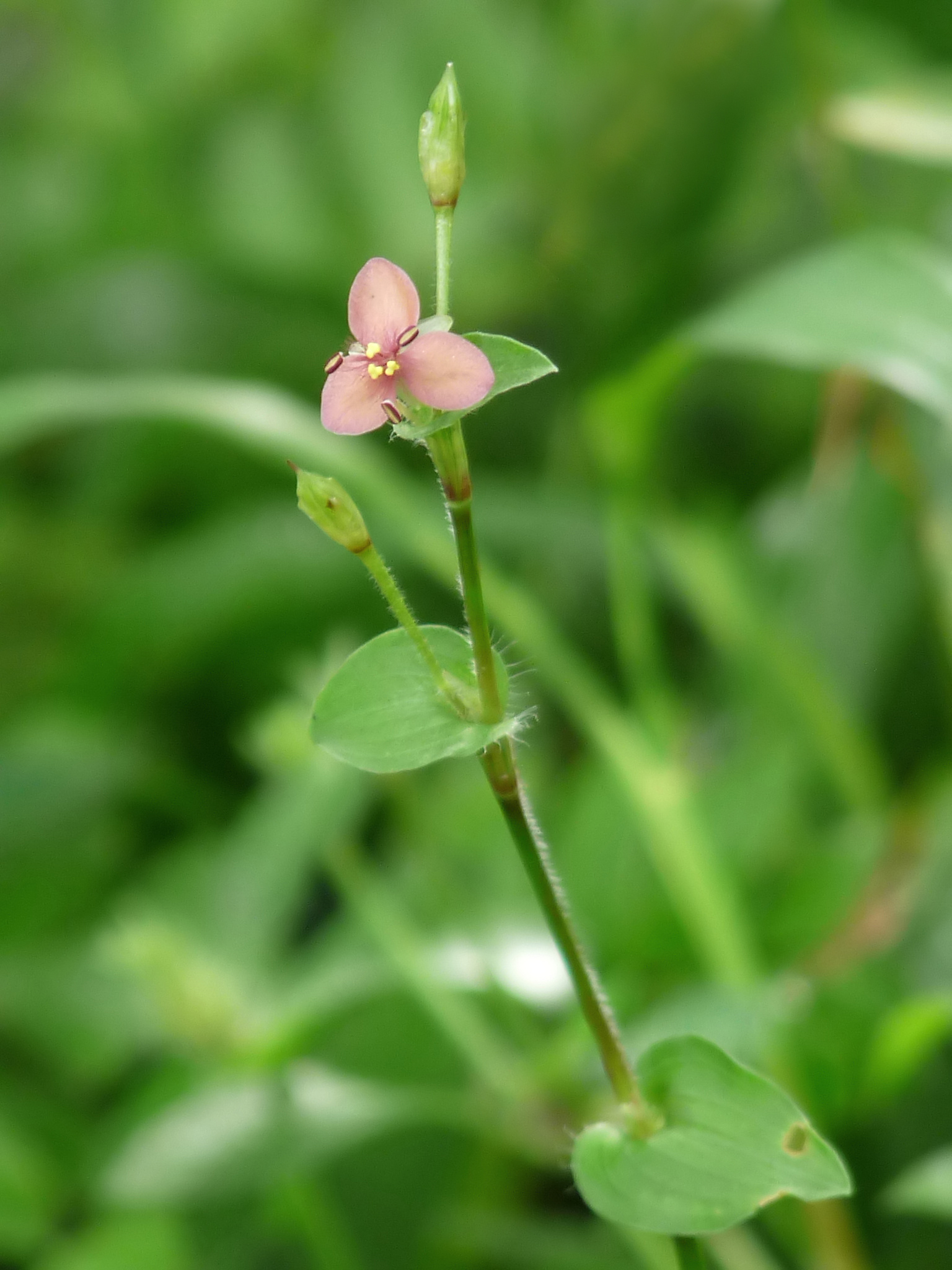
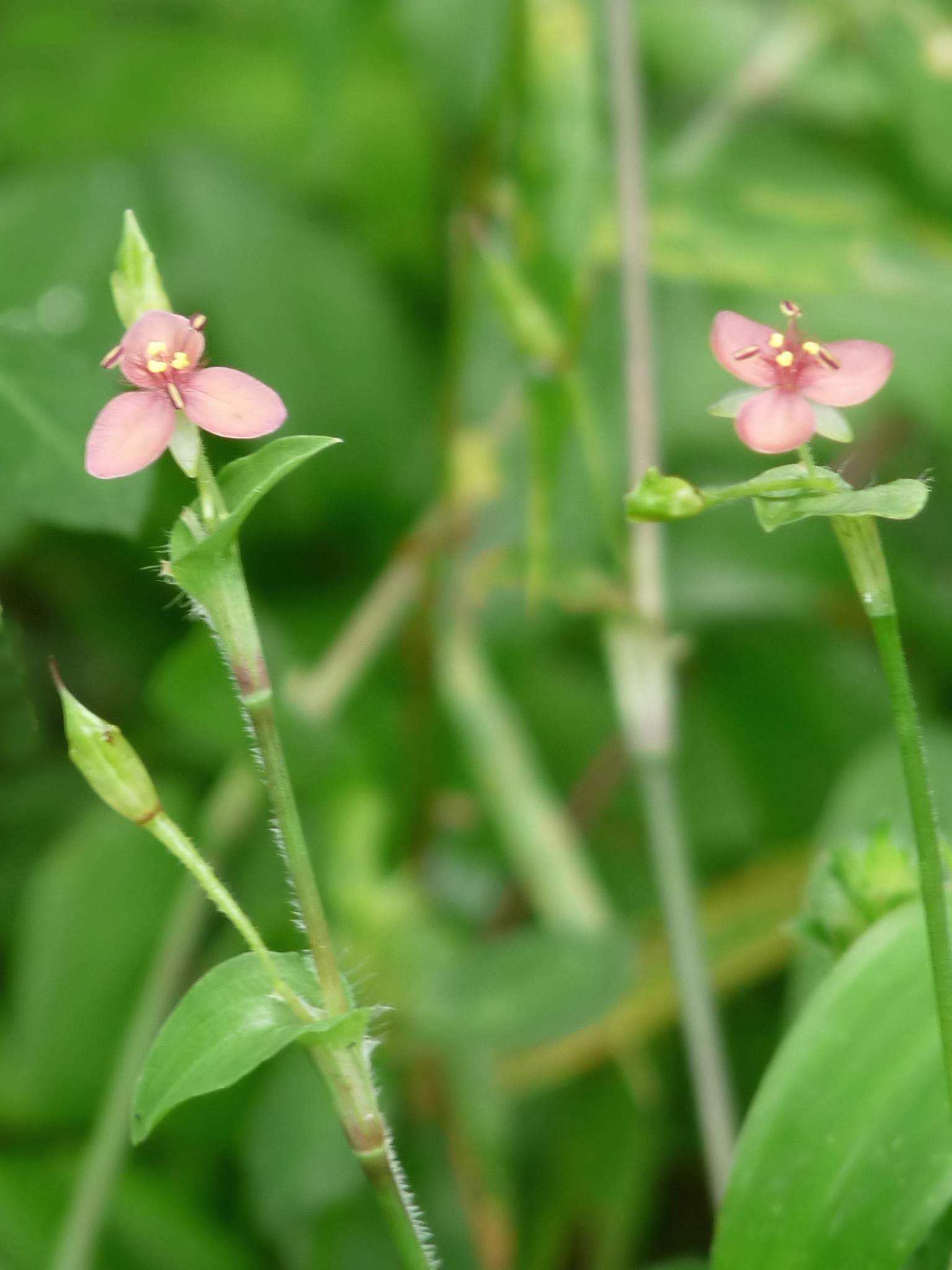
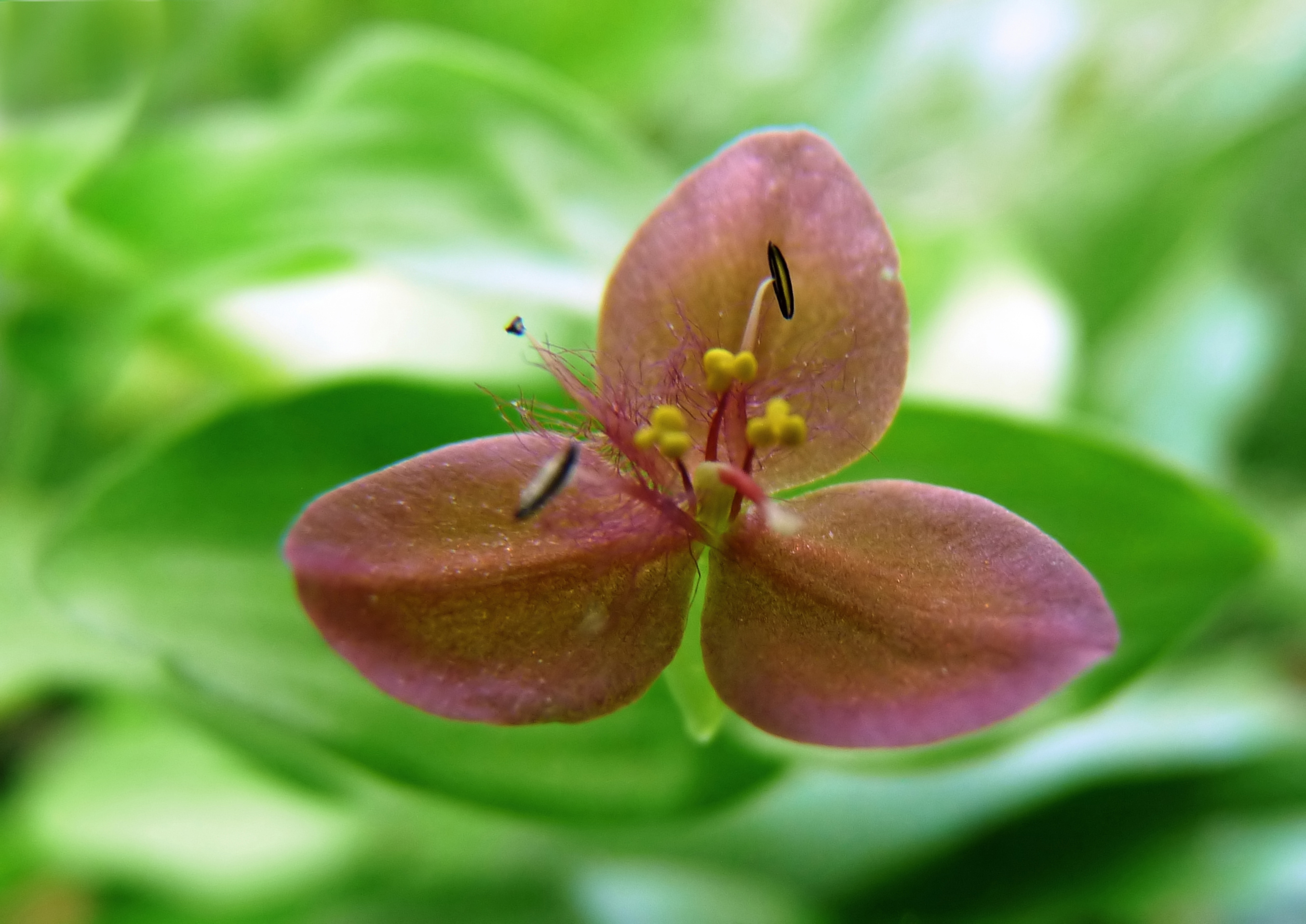
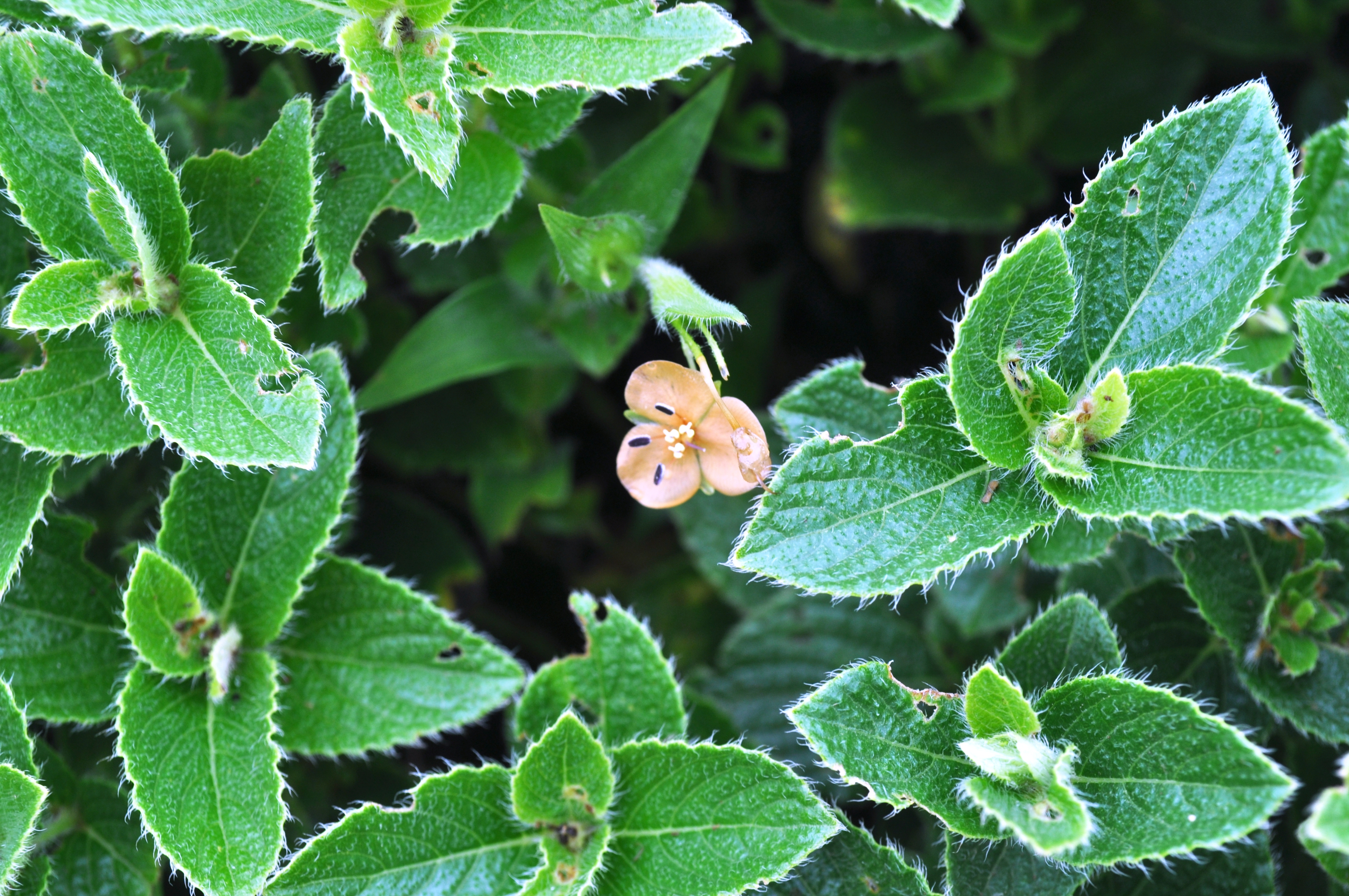